# Proxeneta

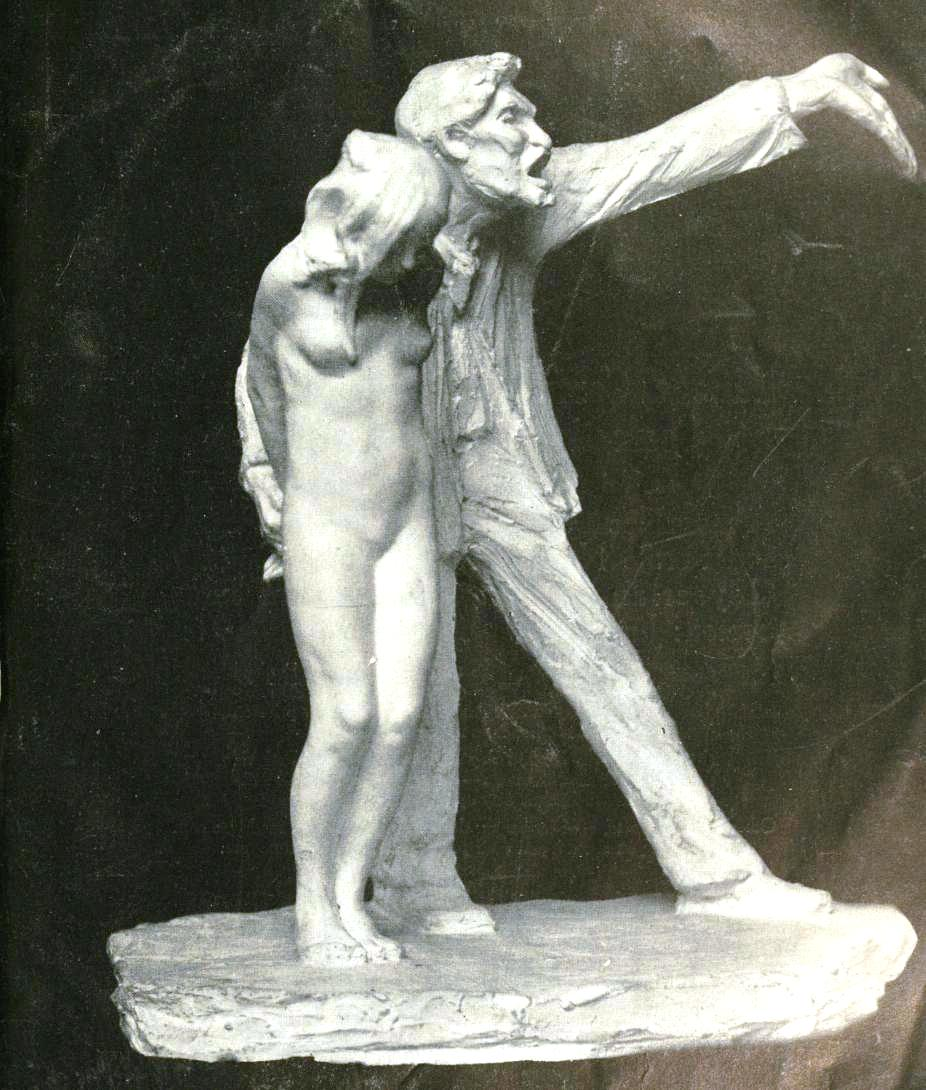
Estátua do século XIX de uma jovem prostituta com seu cafetão

Um proxeneta, mais popularmente conhecido por cafetão, rufião ou chulo, é alguém que pratica o proxenetismo, ou seja, procura e administra clientes para uma prostituta, além de facilitar a sua prostituição, seja em bordéis ou na prostituição de rua, de modo a ganhar uma parte de seus rendimentos.
Costumeiramente, um proxeneta não força prostitutas a ficarem com ele, embora alguns poucos recorram ao uso da força para mantê-las submissas e/ou maximizar seus lucros. Um proxeneta também costuma oferecer proteção a suas prostitutas de clientes abusivos e de proxenetas e prostitutas rivais. A prática é ilegal na maior parte dos países, atualmente.
A maioria das pessoas que trabalha como proxeneta é homem, porém existem mulheres proxenetas, embora raramente na prostituição de rua. Uma mulher proxeneta é chamada de cafetina no Brasil. Uma mulher que gerencia prostitutas é geralmente chamada de "madame" (ou "Mama-san", no Japão e em alguns países orientais).
Por diversas vezes os proxenetas em início de "carreira" se apresentam inicialmente como amantes ou figuras paternas para as prostitutas, que podem ser pessoas que fugiram de casa ou que tenham uma estrutura familiar disfuncional, antes de introduzi-las à prostituição e/ou à dependência de drogas. O relacionamento entre o cafetão e a prostituta pode ser abusivo e até mesmo violento, com o proxeneta frequentemente fazendo uso de manipulação, intimidação psicológica, e força física para controlar os membros de seu "rebanho".